# Xavi Sintes
Xavier Sintes Egea (Mahón, 5 de agosto de 2001), conocido deportivamente como Xavi Sintes, es un futbolista español que juega de defensa en el Córdoba C. F. de la Segunda División de España.

## Trayectoria
Antes de recalar en las filas de Real Madrid Castilla jugó en los equipos baleares de C .C .E. Sant Lluis, U. D. Mahón y Atlético Villacarlos, en las categorías inferiores del Real Mallorca y en el juvenil madridista. Con el filial del Real Madrid ganó la UEFA Youth League.
Tras dos temporadas en el Castilla, en la temporada 2021-22 ficha por el Sevilla Atlético Club por tres temporadas. Fichado como mediocentro, en el club hispalense fue reconvertido en su primera temporada como central, pero no gozaó de mucho protagonismo en su primera temporada debido a una lesión que lo tuvo apartado de los terrenos de juego ocho meses.
Con la llegada al banquillo del Sevilla F. C. de Mendilibar se convirtió en un asiduo en los entrenamientos y convocatorias del primer equipo.
En julio de 2024 firmó por dos temporadas con el recién ascendido a Segunda, Córdoba C. F..

### Selección nacional
Ha formado parte de la selección Sub-16, Sub-17 y Sub-18.

## Clubes
Actualizado al último partido disputado el 5 de mayo de 2024.
| Club                 | País   | Periodo   | Partidos (goles) |
| -------------------- | ------ | --------- | ---------------- |
| Real Madrid Castilla | España | 2020-2021 | 23(0)(1)         |
| Sevilla Atlético     | España | 2021-2024 | 77(5)            |
| Córdoba C. F.        | 2024-  |           |                  |

## Palmarés
| Título             | Club (*)         | País   | Año     |
| ------------------ | ---------------- | ------ | ------- |
| Segunda Federación | Sevilla Atlético | España | 2023-24 |

- UEFA Youth League: 2019-20